# 哈利普尔县

所在位置

哈利普尔县(乌尔都语: ہری پور)，为巴基斯坦开伯尔－普赫图赫瓦省东部的一个县。总面积1,725 平方公里，总人口803,000(2005)。县治位于哈利普尔。

## 行政区划
哈利普尔县分为3个乡。